# Aulagromyza jasmini
Aulagromyza jasmini är en tvåvingeart som beskrevs av Spencer 1987. Aulagromyza jasmini ingår i släktet Aulagromyza och familjen minerarflugor. Inga underarter finns listade i Catalogue of Life.